# Mario Bellini
Mario Bellini (Milano, 1º febbraio 1935) è un designer italiano.

## Biografia
Si laurea in architettura nel 1959 al Politecnico di Milano dove ha come professori Ernesto Nathan Rogers, Gio Ponti, e Piero Portaluppi, all'epoca Preside della Facoltà di Architettura.
Negli anni sessanta inizia l'attività nel campo del design, aprendo uno studio professionale. Dal 1961 al 1963 fu direttore del design nel la Rinascente, la famosa e prestigiosa catena di grandi magazzini.
Dal 1963 ha occupato la posizione di capo consulente design presso l'azienda Olivetti; tra i suoi progetti più famosi si ricordano il primo personal computer al mondo, ovvero la P101 (1965), le calcolatrici Divisumma 18 e 28 (1973) e le macchine da scrivere Praxis 35 e Praxis 45 (1981).
Dal 1969 al 1971 fu presidente dell'Associazione per il Disegno Industriale e nel 1978 diventa consulente per la ricerca e il design per la casa automobilistica Renault.
Dal 1986 al 1991 Bellini è stato direttore di Domus e dal 1979 al 2019 è stato membro del Consiglio Scientifico della sezione design per la Triennale di Milano.
Ha insegnato inoltre in moltissime scuole di design, tra cui l'Istituto Superiore del Disegno Industriale di Venezia dal 1962 al 1965, la Hochschule für angewandte Kunst di Vienna tra il 1982 e 1983, e all'Accademia Domus di Milano dal 1986 al 1991.
Dal 1980 si è dedicato prevalentemente all'architettura realizzando, fra gli altri, il Quartiere Portello di Fiera Milano, il Centro Espositivo e Congressuale di Villa Erba a Cernobbio, il Tokyo Design Centre in Giappone, l’America Headquarters di Natuzzi negli Stati Uniti, la National Gallery of Victoria a Melbourne, gli Headquarters della Deutsche Bank a Francoforte, il Museo di Storia della Città di Bologna, l’edificio per il Dipartimento delle Arti Islamiche al Louvre di Parigi, e il nuovo Centro Congressi di Milano, la ristrutturazione della facciata del Airterminal internazionale T3 dell'aeroporto di Roma-Fiumicino.
Ha partecipato come docente a seminari e conferenze in vari paesi del mondo. Appassionato d'arte, collezionista, si è inoltre dedicato all'allestimento di mostre d'arte. A Bellini sono inoltre state dedicate mostre personali.

## Premi
Ha ricevuto otto volte il Compasso d'Oro, classificandosi primo tra i vincitori del riconoscimento. Ha ricevuto altri riconoscimenti internazionali, tra cui la Medaglia d'oro assegnata dal Presidente della Repubblica Carlo Azeglio Ciampi per la diffusione del design e dell'architettura nel mondo (2004) e la Medaglia d'oro di Benemerenza Civica del Comune di Milano (Ambrogino d'Oro, 2011), la Medaglia d'oro all'architettura italiana (premio alla carriera, 2015).
2019 vince la Medaglia della Camera dei Deputati della Repubblica Italiana e il Premio Speciale alla Carriera del Salone del Mobile.

## Design

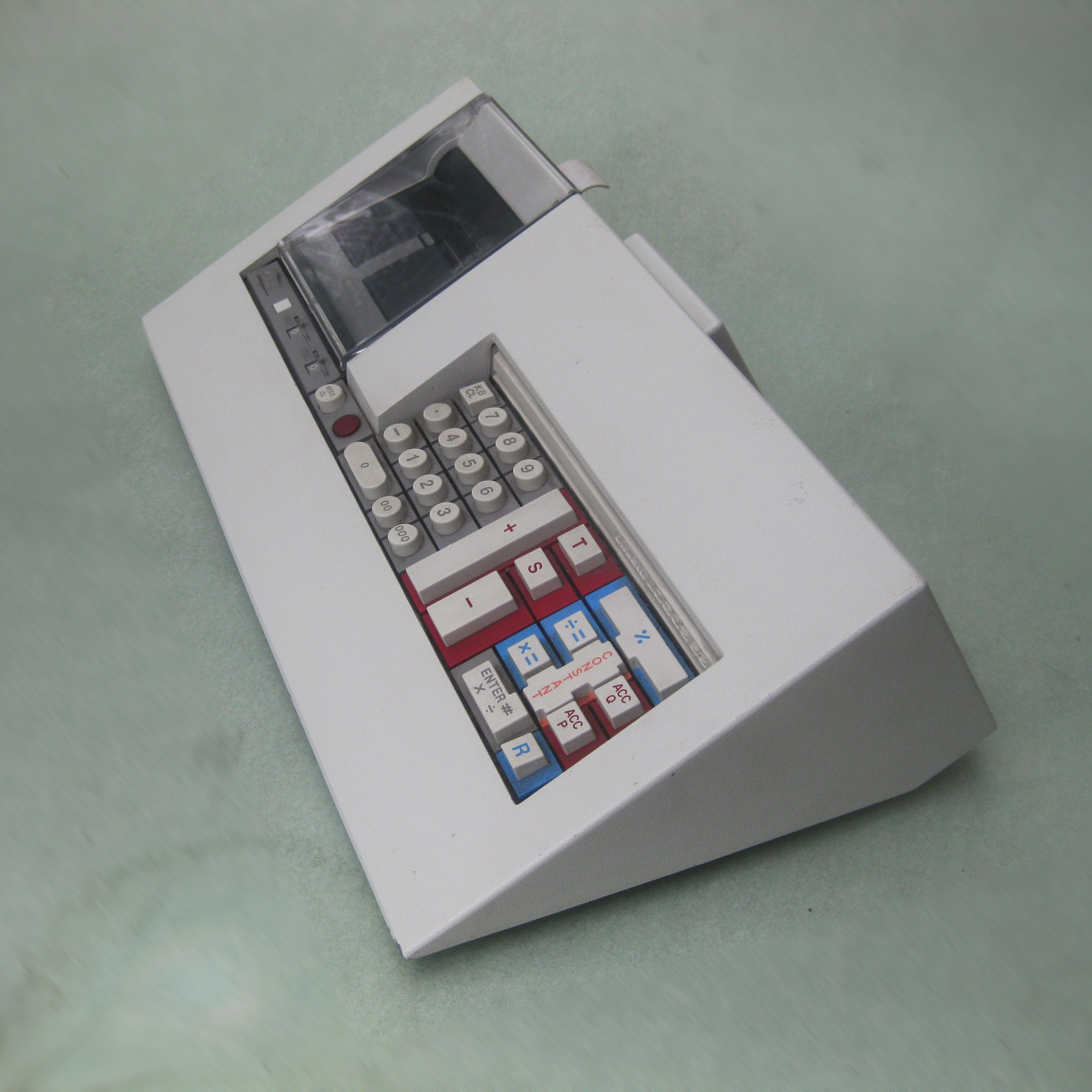
Olivetti Logos 58

L'attività di designer inizia nel 1963 come consulente per il disegno industriale della Olivetti ed è proseguita con altre aziende italiane e internazionali (B&B, Cassina, Heller, Brionvega, Flou,  Fujifilm,  Yamaha, Renault, Rosenthal, Tecno, Riva 1920, Vitra, Kartell, Horm, ecc.).
È presente con 25 opere nella collezione permanente del Museum of Modern Art di New York che nel 1987 gli ha dedicato una retrospettiva personale.
Tra le realizzazioni principali:
- 1965: Olivetti Programma 101, primo Personal Computer della storia
- 1972: Kar-a-sutra, concetto precursore delle moderne monovolume, realizzato con Cassina in occasione di Italy: the New Domestic Landscape al MoMa di New York
- 1977: Sedia 412 Cab, sedia icona del design italiano e realizzato con Cassina.
- 1987: Olivetti ETP 55, macchina da scrivere elettronica

## Architettura

### I progetti giapponesi
Nel 1975, disegna per la azienda giapponese Yamaha le cuffie HP1, rivoluzionarie per il loro tempo. Di seguito a questa collaborazione, viene chiamato come designer da varie aziende giapponesi (Fujifilm, Cherry Terrace, Murai Optical, Nippon Telegraph and Telephone Corporation, Secom, Yamagiwa Art Foundation, Zojirushi Corporation). Negli anni 1980, questo riconoscimento nel mondo del Design Giapponese gli apre le porte verso un prolifico periodo di progetti d’architettura: Il Yokohama Business Park (1987-1991), il Tokyo Design Center  (1988-1992), il Risonare Vivre Club Complex in Kobuchizawa  (1989-1992), lo Showroom Cassina Japan in Tokyo (1989-1990), i Headquarters per Arsoa Co. Cosmetics а Yamanashi (1996-1998).

### I progetti museali
Nel 1996 Mario Bellini vince il concorso per la ristrutturazione e ampliamento del National Gallery of Victoria, uno degli edifici storici di Melbourne, che l’architetto approccia con sensibilità europea di conservazione in una metodologia che riprenderà in progetti successivi: mantenere la natura architettonica della “scatola” storica, rivoluzionando completamente l’interno.
Nel 2003 vince il concorso per la creazione del Museo della Città di Bologna, già Palazzo Pepoli. La corte del palazzo medioevale viene coperta e viene inserito una torre di vetro, contenente scale ed ascensori, rendendola la corte il centro del museo, attorno a cui tutto si snoda. Mario Bellini cura anche l’allestimento del percorso museale permanente sulla storia della città..
Nel 2005 Mario Bellini assieme a Rudy Ricciotti vince il concorso internazionale per la realizzazione del nuovo Padiglione per il dipartimento di Arti Islamiche, il primo grande intervento architettonico all’interno del Museo del Louvre dopo della piramide di Pei nel 1989. La nuova galleria di 3000 m² consiste in un piano interratto ed un piano fuori terra coperto da un tetto “nuvola”, una copertura ondulata dorata che sembra fluttuare all’interno della neo classica Corte Visconti. Il nuovo padiglione viene inaugurato nel 2012.
Vanno nominati due progetti museali importanti ma non ancora costruiti:
- Grande Brera, concorso internazionale vinto nel 2009[17], per l’ampliamento della Pinacoteca di Brera.
- Antiquarium Museo del Foro Romano, ampliamento e allestimento degli spazi del Museo del Foro all’interno dell’antico convento di Santa Francesca Romana[18]

### I grandi spazi da esposizione
Nel 1986, gli viene affidato il progetto per la realizzazione di un Centro Internazionale Congressi ed Esposizioni  nei giardini della Villa Erba a Cernobbio. Nasce un’architettura di forme arrotondate in vetro, cemento e acciaio, pensata con l’intenzione di preservare gli alberi dell’antico parco secolare. Il complesso di 14.000 m² è formato da un padiglione centrale circolare, libero da strutture portanti e vetrato, dal quale si sviluppano tre ali, le quelle dispongono di un sistema di pareti mobili modulari che permettono una flessibilità maggiore nell’uso dello spazio.
Nel 1987, firma un primo padiglione per la nuova Fiera di Milano (quartiere Portello). L’edificio, lungo circa 900 metri, è composto da una serie di corpi in linea, e da un fronte con un timpano monumentale in stile postmoderno che originariamente doveva fronteggiare un edificio per uffici di Aldo Rossi, mai costruito. Nel 2012 a Mario Bellini si occupa di un sostanziale intervento per la rivalorizzazione della facciata Sud, verso il nuovo complesso di grattacieli City Life, con l’inserimento di un nuovo ingresso e creazione di nuove aree congressuali, sormontati dalla grande struttura della “Cometa”. Il Centro Congressi Fondazione Fiera Milano “Mico” diventa così centro congressi più grande d’Europa.
Nel 1997, vince il concorso per l’estensione della fiera di Essen: progetta un padiglione di 104.000 m.q.

### Spazi corporate e rappresentativi
Nel 1996, è chiamato da Pasquale Natuzzi, CEO di Natuzzi Americas Inc, per la progettazione dei nuovi Headquarters Natuzzi a High Point. La forma della parcella, un triangolo già parzialmente occupato da un edificio esistente, ispira la forma del progetto: “l’orgogliosa prua di una nave”.
Nel 2005, è chiamato per il progetto di riqualifica dell’ex Foro Boario a Verona per la società Verona Forum S.p.A. Posizionato a ridosso della Porta Ovest della Fiera di Verona, il progetto si compone di una piastra basamentale che ospita una serie di servizi (palestra, bar…) sormontata da due torri di oltre 45 metri di altezza, una alberghiera e l’altra direzionale. È considerato all’avanguardia nelle soluzioni tecnologiche adottate, fra le quali l’uso artistico della lamiera stirata, che ricorre in altri progetti.
Nel 2006 vince il concorso per la rinnovazione dei Headquarters della Deutsche Bank a Francoforte. Il complesso, composto di due torri, viene integralmente riallestito per mettersi in linea con le nuove normative in tema di prevenzione incendi e le sue facciate vanno sostituite nel l’ottica di ottimizzare il risparmio energetico, che ottiene la certificazione LEED Platinum. Gli spazi uffici vengono riprogettati secondo tipologie contemporanee di “Hot Desking”, mentre gli interni di rappresentanza vengono completamente rinnovati.
Sempre nel 2006, inizia il progetto per un complesso multi funzionale sulla collina degli Erzelli a Genova, il “Progetto Leonardo", un parco Parco Scientifico e Tecnologico all’interno del quale progetta alcuni edifici per uffici e la nuova Nuova Scuola Politecnica per l’Università di Genova.
Nel 2014, vince il concorso per il rimodernamento della facciata e degli spazi interni ed esterni del Terminale 3 dell'Aeroporto di Roma Fiumicino, originalmente primo terminale dell’aeroporto progettato da Riccardo Morandi.
Nel 2015, inizia per le Assicurazioni Generali la Generali Group Academy in Trieste, nel contesto storico del lungomare. Il palazzo Berlam, “Grattacielo Rosso di Trieste”, costruito nel 1928 e ispirato dai nuovi grattacieli di New York in mattoni rossi, è noto come il primo vero “grattacielo” costruito a Trieste. Viene integralmente riallestito per accogliere gli uffici Generali.

## Editoria
Dal 1986 al 1991 Bellini è stato direttore di Domus, rivista mensile internazionale di architettura, design ed arte.